# Streptopelia decaocto

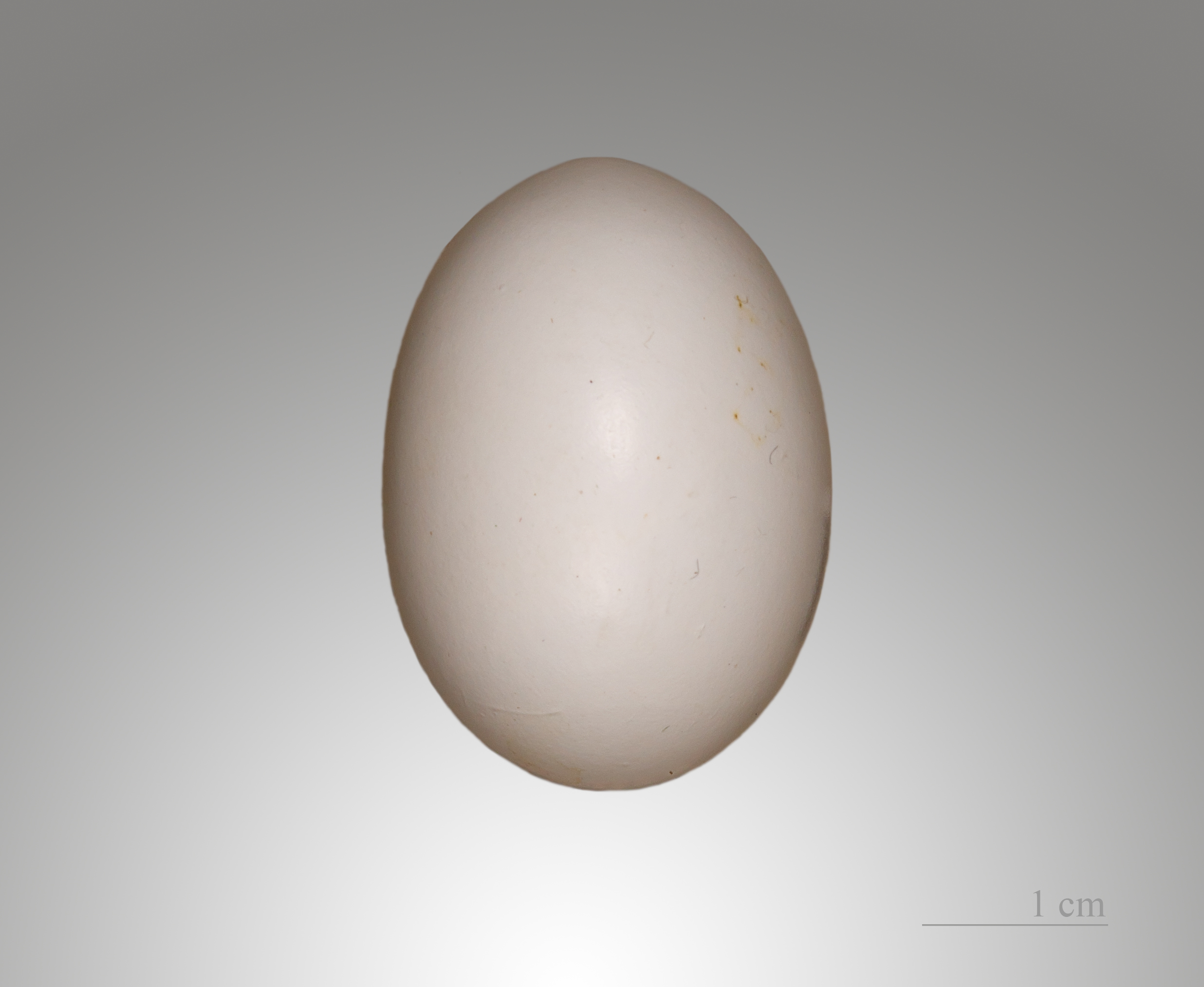
Streptopelia decaocto

Streptopelia decaocto là một loài chim trong họ Bồ câu.
Đây là loài bản địa châu Á và châu Âu và được nhập nội vào Bắc Mỹ.